# Gena Rowlands

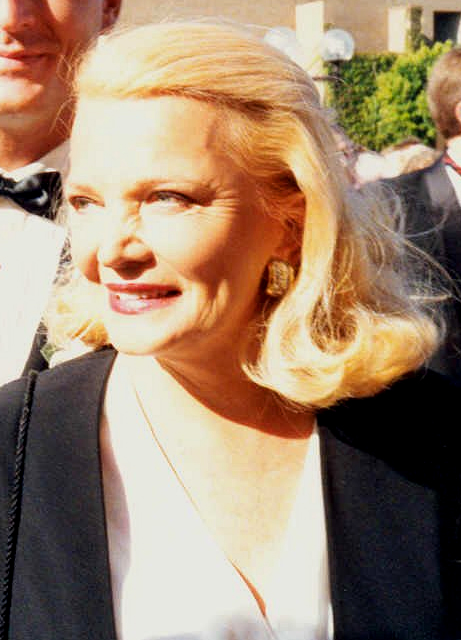
Gena Rowlands, 1992.

Virginia Cathryn ”Gena” Rowlands, född 19 juni 1930 i Cambria, Wisconsin, död 14 augusti 2024 i Indian Wells, Kalifornien, var en amerikansk skådespelare. Rowlands är känd för sitt samarbete med maken John Cassavetes i tio filmer, däribland En kvinna under påverkan (1974) och Gloria (1980).

## Biografi
Rowlands föddes i Cambria, Wisconsin.
Hon uppträdde på Broadway i slutet av 1950-talet och gjorde sin filmdebut 1958 i Kärleken – ett dyrbart nöje. Noterbara filmroller som hon gjort är bland annat Premiärkvällen (1977), En annan kvinna (1988), Livet går vidare (1998) samt i hennes son Nick Cassavetes film Dagboken – Jag sökte dig och fann mitt hjärta (2004). Rowlands har bland annat nominerats till två Oscars, vunnit två Golden Globes och tre Primetime Emmy-priser samt fick 2015 en Heders-Oscar för sina insatser vid filmen.
Hon var gift med regissören John Cassavetes från 1954 fram till hans död 1989. Hon var mor till Nick Cassavetes, även han regissör, och Rowlands medverkade i såväl makens som sonens filmer.
Bland de namnkunniga regissörer som Rowlands har arbetat med kan nämnas Robert Mulligan, Paul Mazursky, Paul Schrader, Woody Allen, Lasse Hallström, Jim Jarmusch och Terence Davies.

## Filmografi i urval
- 1958 – Kärleken – ett dyrbart nöje
- 1959 – Skuggor på Manhattan (ej krediterad)
- 1961–1962 – 87th Precinct (TV-serie) (fyra avsnitt)
- 1962 – Viddernas man
- 1963 – Ett väntande barn
- 1963 – Bröderna Cartwright (TV-serie) (avsnittet ”She Walks in Beauty”)
- 1967 – Peyton Place (TV-serie) (39 avsnitt)
- 1968 – Faces
- 1971 – Minnie and Moskowitz
- 1974 – En kvinna under påverkan
- 1975 – Columbo
- 1976 – En prickskytt i mängden
- 1977 – Premiärkvällen
- 1978 – Brinks-stöten
- 1980 – Gloria
- 1982 – Stormen
- 1984 – Kärleksströmmar
- 1985 – An Early Frost (tv-film)
- 1987 – Light of Day
- 1987 – The Betty Ford Story (tv-film)
- 1988 – En annan kvinna
- 1991 – Once Around
- 1991 – Night on Earth
- 1995 – Alla talar om Grace
- 1996 – Ta ned stjärnorna
- 1997 – She’s So Lovely
- 1998 – Paulie
- 1998 – Livet går vidare
- 1998 – The Mighty
- 1998 – Sex lektioner i kärlek
- 2002 – Hysterical Blindness (tv-film)
- 2004 – Taking Lives
- 2004 – Dagboken – Jag sökte dig och fann mitt hjärta
- 2005 – Skeleton Key
- 2006 – Paris, je t’aime (episoden ”Quartier Latin”)
- 2007 – Broken English
- 2014 – Parts Per Billion